# Estação Universidad (ATI)
A Estação Universidad é uma das estações do Trem Urbano de San Juan, situada em San Juan, entre a Estação Piñero e a Estação Río Piedras. É administrada pela Alternate Concepts Inc..
Foi inaugurada em 17 de dezembro de 2004. Localiza-se no cruzamento da Avenida Juan Ponce de León com a Rua Mariana Bracetti. Atende o bairro de Universidad.
A estação recebeu esse nome por estar situada dentro do Campus Río Piedras da Universidade de Porto Rico. Fundado em 1903, o campus possui cerca de 18 mil estudantes.